# Michel Dentan
Michel Dentan, né à Lausanne le 21 octobre 1926 et mort le 18 juillet 1984, est un enseignant et éditeur suisse du canton de Vaud.

## Biographie
Michel Dentan, originaire de Lutry achève des études de lettres menées à Lausanne et à Zurich par une thèse sur l’œuvre de Franz Kafka. Il débute comme enseignant à Lausanne au collège scientifique cantonal, puis à l’école supérieure de commerce et au gymnase de la Cité, et à partir de 1968, à l’université de Lausanne où il devient professeur de littérature française dix ans plus tard. 
Dès les années 1950, Belletrien, Michel Dentan participe activement à la vie intellectuelle et éditoriale de Suisse romande. Cofondateur et rédacteur de la revue Rencontre, il collabore au supplément littéraire de la Gazette de Lausanne. Il lance la collection « Bibliothèque romande » (1969–1973), puis dirige la collection « L’Aire » (1966–1970) avant d’encourager, en 1978, la création des éditions homonymes. 
Auteur de nombreux essais portant sur la littérature romande, ceux-ci concernent principalement Charles-Ferdinand Ramuz, Monique Saint-Hélier et Jean-Pierre Schlunegger. Michel Dentan décède le 18 juillet 1984. Dans la seconde moitié de 1984, le prix Michel-Dentan est créé, pour récompenser annuellement une œuvre en prose parue en Suisse romande, ou dont l’auteur est de nationalité suisse.

## Sources
- « Michel Dentan », sur la base de données des personnalités vaudoises sur la plateforme « Patrinum » de la Bibliothèque cantonale et universitaire de Lausanne.
- Doris Jakubec, « Dentan, Michel » dans le Dictionnaire historique de la Suisse en ligne.
- Le Temps, 17 mai 2003, p. 41.
- Force d'écriture, p. 48[source insuffisante]
- Jean-Louis Kuffer, 24 Heures, 3 novembre 2005, p. 17.
- Fonds d'archives : Dentan, Michel. Cote : P038. Centre des littératures en Suisse romande-UNIL (inventaire en ligne) sur Phœbus.